# Infanterieschule der Reichswehr
Die Infanterieschule der Reichswehr in München, später Dresden, war die Waffenschule für die Offizieranwärter der Infanterie-, Kraftfahr- und Pioniertruppe der Reichswehr.

## Allgemeines
Aufgrund des Versailler Vertrags war in Deutschland nur noch die Ausbildung von Truppenoffizieren gestattet, jedoch keine Generalstabsausbildung mehr. Daher waren die Waffenschulen die höchsten Ausbildungseinrichtungen der Reichswehr. Da die Auswahl und Einstellung der Anwärter den Regimentskommandeuren oblag, konnte die bestehende Struktur eines Offizierskorps „aufrechterhalten“ werden, das die Weimarer Republik im Grunde ablehnte.

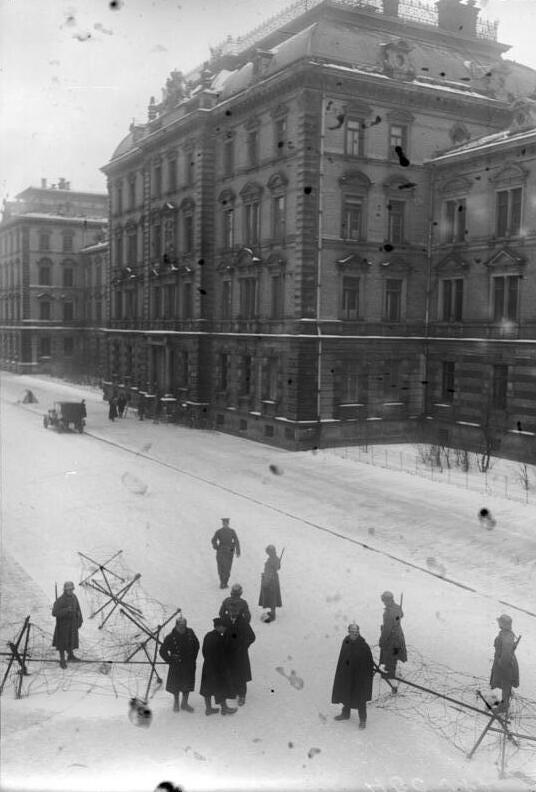
Gebäude der Infanterieschule der Reichswehr in München, Februar 1924

Die Infanterieschule wurde am 27. Mai 1920 im Gebäude der früheren Kriegsschule der Bayerischen Armee in der Blutenburgstraße 3 eröffnet und unterstand dem Inspekteur des Erziehungs- und Bildungswesens im Reichswehrministerium, der unmittelbar dem Chef der Heeresleitung zugeordnet war.

## Bekannte Lehrer der Infanterieschule
Zu den bekanntesten Lehrern der Infanterieschule gehörte der spätere Generalfeldmarschall Rommel. Er wurde im September 1929 Lehrer an der Infanterieschule in Dresden, an welcher er vier Jahre wirkte. Während dieser Zeit begann Rommel seine früheren Kriegserlebnisse als Buch unter dem Titel – "Infanterie greift an" – festzuhalten. Dieses wurde 1937 veröffentlicht.

## Beteiligung am Hitlerputsch
Ein Großteil der ca. 350 Offiziere, Offizieranwärter und Mannschaften war mehr oder weniger in Ludendorffs und Hitlers Deutschem Kampfbund aktiv. Bereits Mitte Oktober 1923 empfahl der Chef der Heeresleitung, General der Infanterie Hans von Seeckt, die vorübergehende Schließung der Schule, konnte sich aber gegen die Bedenken des Reichskanzlers Gustav Stresemann nicht durchsetzen.
Am 8. November 1923 gelang es den Putschisten, den Schulkommandeur festzunehmen, und 20 Offizieren sowie 80 Offiziersanwärtern, sich als sogenannte Sturmkolonne Ludendorff am Hitlerputsch zu beteiligen. Das Verhalten der Schule hatte später ein Nachspiel. Der Kommandeur und verschiedene Offiziere mussten ihren Abschied nehmen, andere Offiziere wurde disziplinarisch bestraft. Von den Waffenschülern wurden zwei wegen Hochverrats vor Gericht gestellt.
Nach der Beendigung des Putsches wurde die Infanterieschule zeitweilig auf den Truppenübungsplatz Ohrdruf verlegt. In einem Flügel des Schulgebäudes wurde 1924 der Hitler-Ludendorff-Prozess durchgeführt. 1926 erfolgte die endgültige Umsiedlung in die Dresdener Albertstadt, heute Offizierschule des Heeres. Die in München verbleibende Pionierschule wurde am 1. Oktober 1936 nach Berlin-Karlshorst verlegt.

## Kommandeure
| Dienstgrad                          | Name                           | Datum                                  |
| ----------------------------------- | ------------------------------ | -------------------------------------- |
| Generalmajor                        | Otto von Lossow                | 16. Mai 1920 bis 31. Dezember 1922     |
| Generalmajor                        | Friedrich Lindemann            | 1. Januar bis 30. April 1923           |
| Generalmajor                        | Hans Tieschowitz von Tieschowa | 1. Mai 1923 bis 31. März 1924          |
| Generalmajor                        | Joachim von Amsberg            | 1. April 1924 bis 31. Januar 1927      |
| Generalleutnant                     | Alexander von Falkenhausen     | 1. Februar 1927 bis 31. Januar 1930    |
| Oberst/Generalmajor/Generalleutnant | Wilhelm List                   | 1. Februar 1930 bis 30. September 1933 |
| Oberst/Generalmajor                 | Walter Schroth                 | 1. Oktober 1933 bis 31. Dezember 1934  |
| Oberstleutnant/Oberst               | Hans-Valentin Hube             | 1. Januar 1935 bis 18. Oktober 1939    |